# Le Prince de l'espace
Pour plus de détails, voir Fiche technique et Distribution.
Le Prince de l'espace (titre original : 遊星王子 (Yūsei Ōji), titre anglophone : Planet Prince ou Prince of Space) est une série télévisée japonaise, créée par Masaru Igami et qui a donné lieu à la sortie d'un film en deux parties. Ce film connut un regain de notoriété après avoir été utilisé dans un épisode de la série culte Mystery Science Theater 3000.

## Synopsis
Quand des extraterrestres viennent sur Terre pour s'emparer d'une nouvelle technologie de carburant, un mystérieux superhéros apparaît pour les combattre…

## Production
Le Prince de l'espace est au départ une série télévisée japonaise de 1958 créée par Masaru Igami et produite par Nippon Gendai et Senkosha Productions (en). Elle compte 49 épisodes diffusés du 4 novembre 1958 au 6 octobre 1959 sur NTV.
La Toei décida alors d'adapter la série au cinéma et sortit un film en deux parties : Le Prince de l'espace (titre original : 遊星王子 Yūsei Ōji, titre anglophone : Planet Prince) sorti le 19 mai 1959 et Le Prince de l'espace : le terrifiant vaisseau spatial (titre original : 遊星王子 - 恐怖の宇宙船 Yūsei Ōji - Kyōfu no Uchūsen, titre anglophone : Planet Prince - The Terrifying Spaceship) sorti la semaine suivante, le 25 mai 1959.
Ces deux films ont ensuite été réunis en un seul appelé simplement Le Prince de l'espace en français et Prince of Space en anglais.

## Fiche technique
- Titre : Le Prince de l'espace
- Titre original : 遊星王子 (Yūsei Ōji?)
- Réalisation : Eijirō Wakabayashi
- Scénario : Masaru Igami, Shin Morita
- Musique : Katsuhisa Hattori
- Directeur de la photographie : Masahiko Iimura
- Production : Walter Manley, Toei
- Pays d'origine :  Japon
- Genre : Fantastique, Tokusatsu
- Durée : 121 minutes (1e partie : 57 minutes, 2e partie : 64 minutes)
- Date de sortie :  Japon : 19 mai 1959 (1e partie) ; 25 mai 1959 (2e partie)

## Distribution
- Tatsuo Umemiya : Yûsei ôji / Waku-san
- Joji Oka : Maboroshi taishi

## Récompenses et distinctions

### Nominations
- Saturn Award 2006 :
  - Saturn Award de la meilleure collection DVD (au sein du coffret Mystery Science Theater 3000 Collection Vol. 7 & 8)